# Днепърска битка
Днепърската битка от 26 август до 23 декември 1943 година е военна операция в района на река Днепър и негови притоци в Украйна, на Източния фронт на Втората световна война.
Тя включва поредица настъпателни действия на Съветския съюз срещу отбраняващите се сили на Германия и Румъния в източна Украйна. Въпреки значителното си числено превъзходство, съветските войски срещат остра съпротива и напредват със значителни загуби. Това е заради лошата подготовка на операцията, поради целта на Сталин да си върне столицата на Украинска ССР и най-голям съветски град под немска окупация Киев до 7 ноември – годишнината от Октомврийската революция, и само половината от съветските военнослужещи разполагат със средства за форсиране на река, а останалите е трябвало сами да преплуват реката, при температура на водата от 6 градуса. Освен това атакувания западен бряг на реката е бил по-висок от източния, и командването на Вермахта е било принудено да създаде специална психиатрична болница за войниците си, полудели в битката в резултат на масовото избиване на уморени, невъоръжени и измъръзнали червеноармейци. Имало е случаи, когато от 25 хиляди изпратени да форсират реката червеноармейци само 3 хиляди достигат живи отсрещния бряг. Въпреки че официалните съветски данни говорят за 417 хиляди загинали съветски войници, според оценките на историците Червената армия дава в операцията поне 800 хиляди убити. До края на настъплението тя завзема всички територии на изток от Днепър със значителни предмостия на западния бряг на реката, включително град Киев.